# Bahía de Banderas
Bahía de Banderas è un comune del Messico, situato nello stato di Nayarit, il cui capoluogo è Valle de Banderas.

## Monumenti e luoghi d'interesse
- Isole Marieta - gruppo di piccole isole inabitate, molto conosciute per la ricca fauna marina.